# Ascendência bilateral

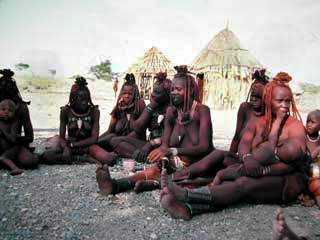
Os Himba da Namíbia vivem sob uma estrutura tribal baseada em descendência bilateral.

Ascendência bilateral é um sistema de linhagem familiar em que os parentes do lado da mãe e do pai são igualmente importantes para os laços emocionais ou para a transferência de propriedade ou riqueza. É um arranjo familiar em que a ascendência e a herança são passadas igualmente pelos dois pais. As famílias que usam esse sistema rastreiam a descida por ambos os pais simultaneamente e reconhecem vários ancestrais, mas, diferentemente da acendência cognitiva, ela não é usada para formar grupos de ascendentes.
Embora a ascendência bilateral seja cada vez mais a norma na cultura ocidental, tradicionalmente é encontrada apenas entre relativamente poucos grupos na África Ocidental, Índia, Austrália, Indonésia, Melanésia, Malásia, Filipinas e Polinésia. Os antropólogos acreditam que uma estrutura tribal baseada em descendência bilateral ajuda os membros a viver em ambientes extremos, pois permite que os indivíduos confiem em dois conjuntos de famílias dispersas em uma área ampla.
Sob ascendência bilateral, todo membro da tribo pertence a dois clãs, um pelo pai (um patriclan) e outro pela mãe (um matriclan). Por exemplo, entre os Himba, os clãs são liderados pelo homem mais velho do clã. Os filhos vivem com o clã do pai e, quando as filhas se casam, vão morar com o clã do marido. No entanto, a herança da riqueza não segue a patriclan, mas é determinada pelo matriclan, isto é, um filho não herda o gado do pai, mas o tio materno.  
O povo javanês, o maior grupo étnico da Indonésia, também adota um sistema de parentesco bilateral.
O povo Dimasa Kachari do nordeste da Índia tem um sistema de clã de família dupla. O povo Urapmin, uma pequena tribo na Papua Nova Guiné, possui um sistema de classes de parentesco conhecido como tanum miit. As aulas são herdadas bilateralmente de ambos os pais. Como eles também praticam endogamia estrita, a maioria dos Urapmin pertence a todas as principais classes, criando grande fluidez e fazendo pouco para diferenciar indivíduos.